# Solf-Kreis

Hanna Solf

Der Solf-Kreis war eine Widerstandsgruppe gegen den Nationalsozialismus, die von Regimekritikern der teils liberalen, teils konservativen deutschen Eliten getragen wurde.

## Entstehung und Zusammensetzung
Er entstand aus ehemaligen Angehörigen des SeSiSo-Clubs, die sich zu Teegesellschaften in der Berliner Wohnung von Hanna Solf, der Witwe von Wilhelm Solf, in der Alsenstraße 9 zusammenfanden. Der Solf-Kreis leistete keinen aktiven Widerstand in Form eines geplanten oder versuchten Umsturzes. Er diente dem Meinungsaustausch von Regimegegnern und stand in Kontakt zu anderen Oppositionsgruppen in Wehrmacht und Auswärtigem Amt. Darüber hinaus gab es Verbindungen zu der kommunistischen Uhrig-Römer-Gruppe und zum Kreisauer Kreis.

## Mitglieder
Dem Solf-Kreis gehörten Diplomaten aus dem Auswärtigen Amt wie z. B. Albrecht Graf von Bernstorff, Otto Kiep und Herbert Mumm von Schwarzenstein an. Auch gehörten ihm weitere Mitglieder mit adligem Hintergrund an: u. a. Hannah von Bredow (Enkelin von Otto von Bismarck) und Maria Gräfin von Maltzan (vgl. Widerstand des Adels). Auch der Priester Max Josef Metzger war ein Mitglied.
Dennoch war der Solf-Kreis keine einheitliche Widerstandsorganisation, sondern eine Gruppe von Regimekritikern, die Kontakt zu anderen Widerstandskämpfern aufnahmen. Daher ist eine komplette Auflistung aller Mitglieder des Solf-Kreises nur schwierig möglich.

## Enttarnung
Am 10. September 1943 schleuste die Gestapo den Spitzel Paul Reckzeh in ein Treffen des Kreises bei Elisabeth von Thadden ein, wodurch der Solf-Kreis aufflog. Durch die Aufdeckung wurden auch die Kontakte von Mitgliedern des Solf-Kreises in die Abwehr bekannt, den militärischen Geheimdienst der Wehrmacht. Auch diese Kontakte trugen dann zu dessen späterer Auflösung bei. Die meisten Mitglieder des Kreises wurden verhaftet und hingerichtet. Nur wenige Angehörige des Solf-Kreises haben überlebt.

### Verhaftungen
Im Januar 1944 begannen die Verhaftungen:
- Hanna Solf und ihre Tochter Lagi Gräfin Ballestrem wurden am 12. Januar 1944 verhaftet.
- Ebenfalls am 12. Januar 1944 erfolgte die Verhaftung Arthur Zardens und seiner Tochter Irmgard (verheiratete Ruppel; * 5. Oktober 1921; † 2018).[1] Arthur Zarden nahm sich am 18. Januar 1944 im Gefängnis das Leben.
- Elisabeth von Thadden wurde am 13. Januar 1944 in Meaux (Frankreich) verhaftet. Von dort aus kam sie zu einem 24-Stunden-Verhör nach Paris, dann zurück nach Berlin in die Vernehmungszentrale in der Prinz-Albrecht-Straße, weiter nach Oranienburg und schließlich ins KZ Ravensbrück.[2]
- Am 16. Januar 1944 wurde Otto Kiep verhaftet.
- Weitere Verhaftungen folgten, am Ende waren es über 70 Personen des Solf-Kreises.

### Prozesse vor dem Volksgerichtshof
Im Prozess gegen Kiep und von Thadden vor dem Volksgerichtshof war Reckzeh der Hauptbelastungszeuge und erhielt ein gerichtliches Lob dafür, die „Umtriebe der Staatsfeinde im Inneren und von Emigranten draußen zu entlarven“.

„Zwar hat der Verteidiger des Angeklagten Kiep den Zeugen in einer Weise behandelt, die seine Glaubhaftigkeit deshalb angreifen wollte, weil er selbst nicht bei der Besprechung während der Teegesellschaft widersprochen hat.“

- Elisabeth von Thadden wurde am 8. September 1944 hingerichtet
- Otto Kiep wurde am 26. August 1944 erhängt.
- Hilger van Scherpenberg wurde zu zwei Jahren Gefängnis verurteilt
- Irmgard Zarden wurde aus Mangel an Beweisen freigesprochen und am 6. Juli 1944 aus der Haft entlassen
- weitere Prozesse und Todesurteile folgten, insbesondere nach dem Attentat vom 20. Juli 1944.